# Whilce Portacio

William "Whilce" Portacio (Cavite City, Filipinas, 8 de julho de 1963) é um desenhista de história em quadrinhos
filipino. Famoso pelo trabalho feito com os títulos Justiceiro, 
X-Factor, e os Fabulosos X-Men, Portacio também foi um dos fundadores da Image Comics.

## Biografia
Nascido em Sangley Point, Cavite City, Filipinas, Portacio começou como arte-finalista na Marvel Comics em 1985.Mais tarde foram-lhe dado atribuições, como desenhista. Portacio se tornou conhecido pelo seu trabalho com os títulos Justiceiro, X-Factor, e os Fabulosos X-Men.
No entanto, em 1992, Portacio deixa a Marvel Comics para fundar junto com outros seis artistas de alto nível a Image Comics. Ele rapidamente se retirou da Image,  devido a doença da sua irmã. Posteriormente, publicou seu título Wetworks através da logomarca Wildstorm de Jim Lee em 1994.
Outras séries notáveis que tem trabalhado incluem Stone e a controversa história da Marvel, Heróis Renascem com Homem de Ferro.
Em agosto de 2000, Portacio entra em coma diabético como resultado de um enfraquecimento no pâncreas. Ele acordou uma semana depois, trinta quilos mais leves, e não conseguia andar, ficar em pé, nem mesmo desenhar. Só depois de seis meses, foi capaz de pegar um lápis e desenhar. Escreveu em seu blog, "Minha mente podia ver que eu queria desenhar mas a minha mão não podia acompanhá-la." 
Em 2006, Portacio retornou aos seus deveres artísticos no volume 2 da Wetworks na Wildstorm, que estava sendo escrita por Mike Carey. A nova série da Wetworks era de curta duração, durando apenas 15 edições. Ainda em 2006, começou a trabalhar na nova série mensal da DC Comics, Batman Confidencial.
Em 9 de junho de 2008 foi anunciado que Portacio seria o novo artista de Spawn, começando em outubro de 2008 na edição nº 185, desenhando com o criador de Spawn, Todd MacFarlane, e auxiliando como co-autor junto com Brian Holguin, na nova equipe criativa. 